# Prometeo (Lucio Accio)
Prometheus (Prometeo) è il titolo di una tragedia cothurnata di Lucio Accio quasi completamente perduta. Parte della copiosa produzione del poeta di Pisaurum, quest'opera fu scritta ad imitazione dell'omonima tragedia di Eschilo. È questo assieme a un lacerto del Giudizio delle armi l'unico brano di tragedia sicuramente connesso a Eschilo, in quanto la produzione ellenizzante della fine del II secolo a.C. gradiva maggiormente le sottigliezze del dramma Euripideo, ma da particolari biografici riferitici da Aulo Gellio (Noctes Atticae XIII, 2, 1) Accio volle confrontarsi con la tradizione del predecessore all'epoca più in vista, Marco Pacuvio, prima di cimentarsi su nuove strade. Questo spiega la frequenza di frammenti a lui attribuiti derivanti da fabulae cothurnatae di argomento greco rispetto alle praetextae di argomento romano che pure contribuì non poco a far rappresentare in Roma.

## Frammenti

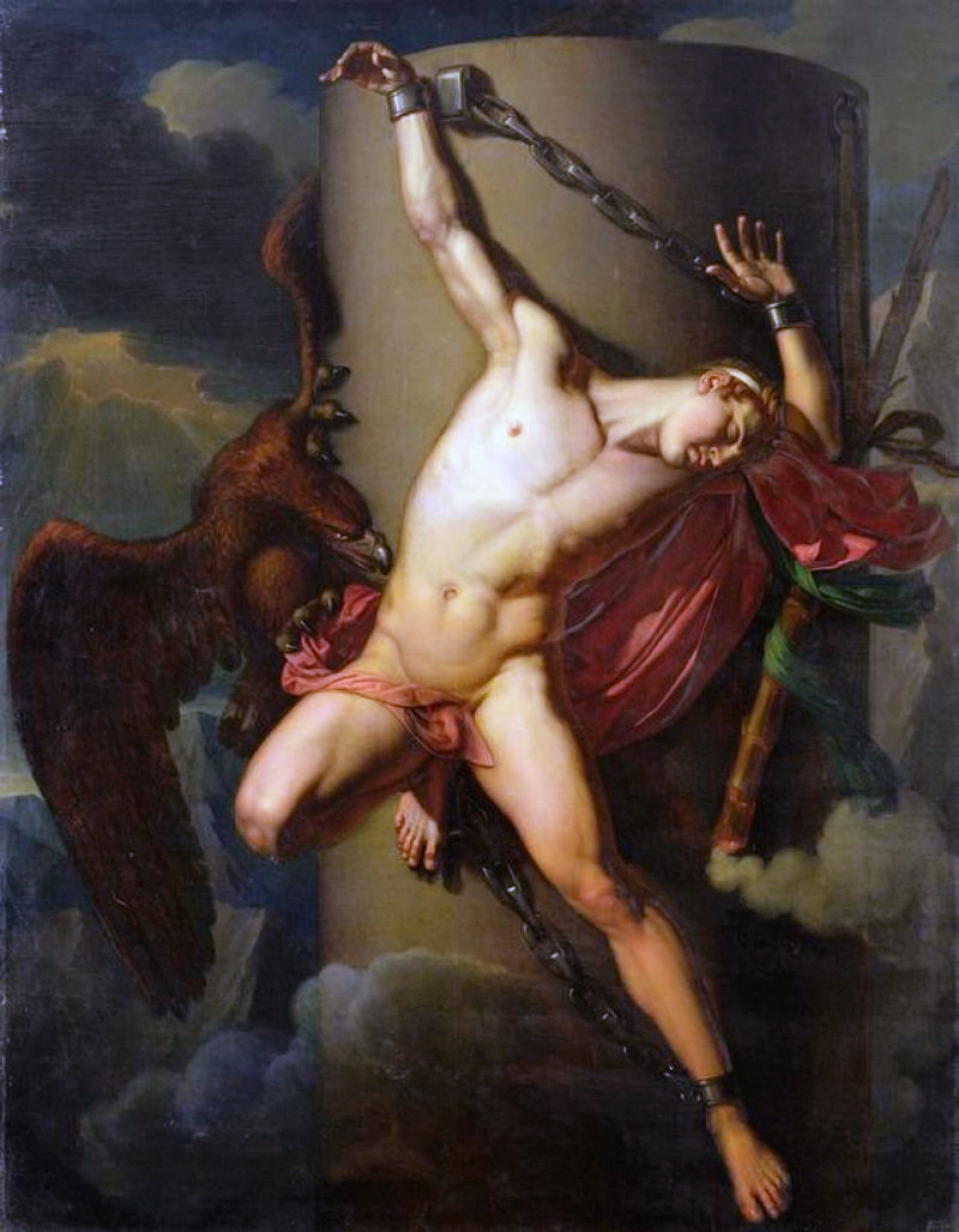
La tortura di Prometeo, dipinto di Jean-Louis-Cesar Lair

Della tragedia ci rimangono per tradizione indiretta due frammenti:
Il primo è citato da Nonio Marcello (De compendiosa doctrina, I, 17 M):
(Frammento)
Questi versi sono stati liberamente riutilizzati da Marco Tullio Cicerone nel tradurre un passo dal Prometeo liberato di Eschilo, laddove è descritta la tortura inflitta a  Prometeo da Giove: un rapace si nutre quotidianamente con il fegato del titano, destinato a ricrescergli per essere nuovamente dilaniato il giorno successivo.
Il secondo frammento, citato dal grammatico Prisciano (GLK, II, 210, 14), recita
(Frammento)
In esso la citazione documenta un uso anomalo del verbo profundo ("verso, spargo") che insieme all'aggettivo hiberno attribuito a flamine invece che al più logico gelus rende avvertibile la figura retorica dell'ipallage.